# Senso '45
Senso '45 és una pel·lícula de drama eròtic italiana del 2002 escrita i dirigida per Tinto Brass, basada en la novel·la Senso de Camillo Boito, que també va inspirar la pel·lícula homònima de Luchino Visconti.
En lloc d'estar ambientada durant la Tercera Guerra d'Independència Italiana, la pel·lícula està ambientada a Venècia durant els últims mesos del règim feixista.

## Trama
Livia Mazzoni, la dona d'un alt directiu del MinCulPop, marxa d'Asolo a Venècia, on coneix el seu amant Helmut Schultz, un oficial de les SS. Durant el seu viatge en cotxe, la Lívia recorda la deriva sexual que la va portar fins a aquest punt, aclaparant-la en un remolí d'aventures eròtiques, tràfic il·lícit, personatges ombrívols que es mouen a l'ombra del desconcertant règim feixista en els darrers mesos de la Segona Guerra Mundial.

## Repartiment
- Anna Galiena com a Livia Mazzoni
- Gabriel Garko com a Helmut Schultz
- Antonio Salines com a Carlo
- Franco Branciaroli com a Ugo Oggiano
- Loredana Cannata com a Ninetta
- Simona Borioni com a Elsa

Tinto Brass va dir que al principi Anna Galiena semblava dubtar d'acceptar el paper, però després va insistir a tenir el paper, i tossudament va demanar una audició. Així que va anar a l'estudi del director a Isola Farnese on, per tal de garantir la màxima intimitat, Brass va cobrir els panells de vidre de la porta amb un drap fosc. L'actriu es va despullar completament nua i va dir a Brass que la seva incertesa inicial va derivar del fet que tenia poc pèl púbic.

## Producció
Tinto Brass va readaptar la novel·la font com Senso '45 l'any 2002 quan la va llegir i es va mostrar insatisfet amb l'adaptació més aviat liberal de Visconti. La pel·lícula va ser protagonitzada per Anna Galiena com a Livia i Gabriel Garko com el seu amant. La història de la pel·lícula és molt més fidel a l'obra de Camillo Boito que l'adaptació anterior pel que fa al to i la història, però l'acció es va transportar des de la Guerra d'Unificació fins al final de la Segona Guerra Mundial, amb Remigio convertit en un tinent Nazi i Livia en la dona d'un alt funcionari feixista. Brass va explicar més tard que el canvi d'època es va fer perquè no volia competir amb la visió de Visconti de la Itàlia de l'època del Risorgimento.
A diferència de la versió de 1954, Senso '45 no va romanticitzar l'afer entre Livia i Remigio/Mahler (ara anomenat "Helmut Schultz" a la nova adaptació). Més aviat, la pel·lícula ho va mostrar com un estudi clínic de la vanitat i la luxúria. La pel·lícula va guanyar el premi "Nastro d'Argento" del cinema italià al millor disseny de vestuari.

## Premis i Nominacions
Nastri d'argento 2002
- Nastro d'Argento al millor vestuari a Alessandro Lai i Alberto Moretti[4]